# یواس‌اس نیوآرک (سی‌ال-۱۰۸)
یواس‌اس نیوآرک (سی‌ال-۱۰۸) (به انگلیسی: USS Newark (CL-108)) یک کشتی بود که طول آن ۶۱۱ فوت ۲ اینچ (۱۸۶٫۲۸ متر) بود. این کشتی در سال ۱۹۴۵ ساخته شد.